# Medusa-Klasse
Die Medusa-Klasse war eine Klasse von acht U-Booten der Regia Marina. Sie waren die ersten in Serie gebauten und mit Dieselmotoren ausgestatteten U-Boote der Königlich Italienischen Marine und für den küstennahen Einsatz vorgesehen.

## Baugeschichte
Die Medusa-Klasse war eine Weiterentwicklung des 1906 vorgestellten Projekts Foca (dt. Seehund). Für beide Projekte zeichnete der damalige führende italienische Marineingenieur, Cesare Laurenti, verantwortlich. Während die Foca nicht über das Typboot hinaus weiter produziert wurde, bestellte die Regia Marina von der Medusa-Klasse gleich acht Boote bei der Fiat-Werft San Giorgio in Muggiano bei La Spezia. Um die festgelegten Lieferzeiten einzuhalten, wurden jeweils zwei Boote von der Werften Orlando in Livorno und Cantieri Navali Riuniti (C.N.R.) in Muggiano als Subunternehmer der Fiat-Werft gebaut.
Im Vergleich zum Projekt Foca besaß die Medusa eine wesentlich größere Verdrängung. Des Weiteren ordnete Laurenti die Maschine rationeller an und ließ für die Überwasserfahrt und zum Aufladen der Batterien Dieselmotoren anstelle von Ottomotoren einbauen. Fiat hatte bis zu dem Zeitpunkt noch keine Dieselmotoren gebaut und musste für die Medusa von Grund auf einen solchen Schiffsmotor entwerfen. Gerade die Motoren stellten sich später als Schwachpunkt der Medusa-Klasse heraus. Wegen häufiger Maschinenschäden war die Zuverlässigkeit der Boote gering und auch die Tauchleistungen waren eher bescheiden. Dennoch war die Medusa-Klasse ein kommerzieller Erfolg und es wurden Boote nach Portugal, Russland und nach Großbritannien verkauft. Während des Ersten Weltkrieges stellte sie zu Beginn des Krieges das Rückgrat der italienischen U-Bootwaffe dar. Sie verloren erst mit der Indienststellung der F-Klasse 1916 an Bedeutung und wurden schrittweise außer Dienst gestellt.
Die Medusa-Klasse diente als Vorlage für den Bau der Svyatoi Georgii der Kaiserlich Russischen Marine und der S-Klasse der Royal Navy.

## Boote der Klasse
| Boot    | Bauwerft                   | Kiellegung         | Stapellauf        | Indienststellung   |
| ------- | -------------------------- | ------------------ | ----------------- | ------------------ |
| Medusa  | Fiat San Giorgio, Muggiano | 29. Mai 1910       | 30. Juli 1911     | 1. Juni 1912       |
| Velella | Fiat San Giorgio, Muggiano | 5. Juni 1910       | 25. Mai 1911      | 10. Juli 1912      |
| Argo    | Fiat San Giorgio, Muggiano | 26. September 1910 | 14. Januar 1912   | 6. September 1912  |
| Salpa   | C.N.R., Muggiano           | 25. August 1910    | 14. Mai 1912      | 10. September 1912 |
| Fisalia | Orlando, Livorno           | 3. Oktober 1910    | 25. Februar 1912  | 13. September 1912 |
| Jantina | C.N.R, Muggiano            | 18. August 1910    | 20. November 1912 | 14. Mai 1913       |
| Zoea    | Orlando, Livorno           | 18. Oktober 1910   | 2. März 1913      | 10. Juli 1913      |
| Jalea   | Fiat San Giorgio, Muggiano | 10. März 1911      | 3. August 1913    | 1. September 1913  |

Quellen

## Einsatzgeschichte
Alle Boote wurden nach ihrer Indienststellung zunächst als Ausbildungsboote im Tyrrhenischen Meer von der ligurischen Küste bis vor Sardinien eingesetzt. Nach dem Ausbruch des Ersten Weltkrieges im August 1914 wurden sie zu unterschiedlichen Zeiten in die Adria verlegt und mit neuen Aufgaben betraut.

### Medusa
Das Typschiff Medusa wurde im März 1915 dem 1. U-Boot-Geschwader in Venedig unterstellt. Nach dem italienischen Kriegseintritt am 24. Mai 1915 operierte die Medusa unter dem Kommando von Kapitänleutnant Alessandro Vitturi vom Marinestützpunkt Venedig aus in der Adria. Sie wurde auf der Rückfahrt von einer Feindfahrt am 10. Juni 1915 vor der Küste von Jesolo von dem unter österreichischer Flagge operierenden deutschen U-Boot UB 14 unter dem Kommando von Oberleutnant zur See Heino von Heimburg torpediert und versenkt. Sechs Besatzungsmitglieder überlebten den Angriff. Das Wrack wurde 1956 gehoben und verschrottet.

### Velella
Die Velella wurde 1915 wurde nach Tarent zur 2. U-Boot-Flottille verlegt und dem 3. U-Boot-Geschwader zugewiesen. Anschließend operierte sie unter dem Kommando von Kapitänleutnant Vincenzo De Feo in der unteren Adria. In der Nacht vom 23. auf den 24. Mai. 1915 unternahm das Boot die erste Feindfahrt eines italienischen U-Bootes im Ersten Weltkrieg in den Gewässern vor dem österreichischen Kriegshafen Cattaro. Am 11. Juli 1915 war die Velella an der Besetzung der Insel Pelagosa beteiligt. Bis zu ihrer Außerdienststellung am 16. Oktober 1917 unternahm sie 73 Feindfahrten, ohne dabei ein Schiff zu versenken.

### Argo
Während des Ersten Weltkrieges unternahm die Argo von Venedig aus unter dem Kommando von Kapitänleutnant Guido del Greco zahlreiche Unternehmungen vor den österreichischen Marinestützpunkten Triest und Pola. Im August 1916 sollte das Boot unter dem Kommando von Kapitänleutnant Mario Falangola die Bergung des gestrandeten U-Bootes Giacinto Pullino durch die österreichische Marine verhindern. Nach dem Abfeuern von zwei Torpedos wurde das Unternehmen angesichts der gegnerischen Übermacht abgebrochen. Im Dezember 1916 wurde die Argo desarmiert und am 1. September 1919 außer Dienst gestellt.

### Salpa
Die Salpa wurde nach Ausbruch des Ersten Weltkrieges im August 1914 nach Venedig verlegt. Nach dem italienischen Kriegseintritt wurde sie unter dem Kommando von Korvettenkapitän Federico Tommaso Paolini an der oberen Adriaküste eingesetzt. Anfang August 1916 erhielt sie den Auftrag, das in der  Kvarner-Bucht gestrandete italienische U-Boot Giacinto Pullino zu zerstören, um es nicht in feindliche Hände fallen zu lassen. Bei der Annäherung torpedierte der Kommandant Ugo Perriconi das österreichische Torpedokanonenboot SMS Magnet der k.u.k. Kriegsmarine, das schwer beschädigt wurde. Bis zu ihrer Desarmierung 1917 hatte die Salpa 40 Feindfahrten und 15 Geleitschutzaufgaben absolviert. Sie wurde am 26. September 1918 außer Dienst gestellt.

### Fisalia
Die Fisalia wurde nach dem 23. Mai 1915 nach Venedig verlegt und dem 2. U-Boot-Geschwader unterstellt. Unter dem Kommando von Kapitänleutnant Virgilio Goj unternahm sie zwischen 1916 und 1917 zahlreiche Missionen entlang der Küste Dalmatiens ohne gegnerische Schiffe zu versenken. Anfang Dezember 1917 wurde das Boot nach Porto Corsini bei Ravenna zum 1. U-Boot-Geschwader verlegt und im Dezember des gleichen Jahres außer Dienst gestellt.

### Jantina
Während des Krieges war die Jantina unter dem Kommando von Kapitänleutnant Colombo Tarò dem 1. U-Boot-Geschwader in Venedig unterstellt. Sie kam bereits wenige Stunden nach dem italienischen Kriegseintritt am 24. Mai 1915 zum Einsatz, als sie vor der Küste Istriens südlich von Rovigno vergeblich gegnerischen Schiffen auflauerte. Anschließend war sie mit Küstenschutzaufgaben betraut, ohne allerdings in Feindkontakt zu geraten. Sie wurde im Dezember 1917 desarmiert.

### Zoea
Das Boot wurde 1914 mit dem Schwesterboot Jalea zunächst nach Messina und anschließend nach Venedig zum 1. U-Boot-Geschwader verlegt. Nach dem italienischen Kriegseintritt unternahm die Zoe unter dem Kommando von Kapitänleutnant Renato Senigaglia mehrere erfolglose Feindfahrten, bevor sie dem 2. U-Boot-Geschwader in Ancona unterstellt wurde. 1916 war sie mit Küstenschutzaufgaben zwischen Ancona und Ravenna betraut. Insgesamt vollbrachte das Boot acht Feindfahrten und zahlreiche Küstenschutzaufgaben. Sie wurde am 10. Dezember 1917 desarmiert.

### Jalea
Die Jalea lauerte in den ersten Kriegsmonaten vergeblich Schiffen vor der gegnerischen Küste an der Adria auf. Am 17. Juli 1915 lief sie im Golf von Triest auf der Höhe von Grado vermutlich auf eine Seemine und sank. Ein Besatzungsmitglied konnte sich retten. Das Wrack wurde 1954 gehoben und anschließend verschrottet. Insgesamt kam die Jalea vor ihrem Untergang unter dem Kommando von Fregattenkapitän Ernesto Giovannini zu sieben Feindfahrten entlang der österreichischen Handelsrouten in der Adria.